# Паламарчук, Алексей Сергеевич
Алексе́й Серге́евич Паламарчу́к (укр. Олексій Сергійович Паламарчук; род. 22 июля 1991, Бендеры) — украинский футболист, вратарь клуба ЛНЗ.

## Биография
Начинал играть в ДЮСШ-11 (Одесса), учился в ДЮФК «Спартак» Игоря Беланова (Одесса) и ДЮСШ «Зелёный Гай». Выступал в командах «Реал» (Одесса), «Днестр» (Овидиополь), «Одесса», «Балканы».
В начале 2020 года стал игроком одесского «Черноморца». За неполных три сезона сыграл за одесситов 17 матчей. дебютную и единственную в то время игру в украинской Премьер-лиге провёл 19 сентября 2021 против луганской «Зари» (0:3).
В начале 2022 года подписал контракт с клубом первой лиги «Горняк-Спорт», но так и не сыграл ни одного официального матча из-за нападения РФ на Украину.
21 июля 2022 года на правах свободного агента перешёл в «Ингулец». Первую игру за новую команду в рамках Премьер-лиги провёл 29 августа того же года против харьковского «Металлиста» (1:1).